# Homoeomma humile
Homoeomma humile är en spindelart som beskrevs av Jehan Vellard 1924. Homoeomma humile ingår i släktet Homoeomma och familjen fågelspindlar. Inga underarter finns listade i Catalogue of Life.